# Статуя святої Варвари (Борислав)

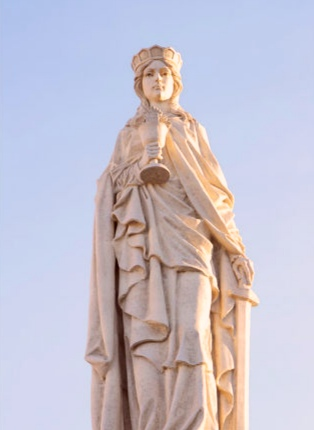
Статуя святої Варвари у місті Бориславі

Двометрова статуя святої Варвари встановлена у місті Бориславі Львівської області на вулиці Володимира Великого, 10. Датою офіційного відкриття пам'ятника вважається 02.09.2012р., адже саме цього дня був проведений обряд урочистого освячення пам'ятника єпископами та священниками УГКЦ.

## Передісторія
Споруджена статуя на місці будинку, котрий 24 квітня 1972 року був зруйнований внаслідок вибуху газу. Трагедія забрала тоді 18 людських життів і пам'ятник святій Варварі увіковічив пам'ять про загиблих мешканців Борислава. 

## Цікавинка
Святу великомученицю Варвару обрали для спорудження через те, що вона — покровителька працівників гірничих та нафтових професій, а разом з тим і покровителька нафтового міста Борислава. Примітним є те, що у серце статуї вмістили частинку мощей великомучениці Варвари, тому скульптура є не лише окрасою міста, але і величною реліквією.